# West Ham United Football Club 2019-2020
Questa voce raccoglie le informazioni riguardanti il West Ham United Football Club nelle competizioni ufficiali della stagione 2019-2020.

## Maglie e sponsor
| Casa | Trasferta | Terza divisa |

Sponsor ufficiale: Betway
Fornitore tecnico: Umbro

## Organico

### Rosa
Dati aggiornati al 3 luglio 2020.
| N. |                        | Ruolo | Calciatore            |
| -- | ---------------------- | ----- | --------------------- |
| 1  | Polonia (bandiera)     | P     | Łukasz Fabiański      |
| 3  | Inghilterra (bandiera) | D     | Aaron Cresswell       |
| 4  | Paraguay (bandiera)    | D     | Fabián Balbuena       |
| 7  | Ucraina (bandiera)     | C     | Andrij Jarmolenko     |
| 8  | Brasile (bandiera)     | C     | Felipe Anderson       |
| 10 | Argentina (bandiera)   | C     | Manuel Lanzini        |
| 11 | Scozia (bandiera)      | C     | Robert Snodgrass      |
| 16 | Inghilterra (bandiera) | C     | Mark Noble (capitano) |
| 17 | Inghilterra (bandiera) | A     | Jarrod Bowen          |
| 18 | Spagna (bandiera)      | C     | Pablo Fornals         |
| 19 | Inghilterra (bandiera) | C     | Jack Wilshere         |
| 20 | Portogallo (bandiera)  | D     | Gonçalo Cardoso       |

| N. |                        | Ruolo | Calciatore       |
| -- | ---------------------- | ----- | ---------------- |
| 21 | Italia (bandiera)      | D     | Angelo Ogbonna   |
| 22 | Francia (bandiera)     | A     | Sébastien Haller |
| 23 | Francia (bandiera)     | D     | Issa Diop        |
| 24 | Inghilterra (bandiera) | D     | Ryan Fredericks  |
| 25 | Inghilterra (bandiera) | P     | David Martin     |
| 26 | Francia (bandiera)     | D     | Arthur Masuaku   |
| 27 | Svizzera (bandiera)    | A     | Albian Ajeti     |
| 28 | Rep. Ceca (bandiera)   | C     | Tomáš Souček     |
| 30 | Inghilterra (bandiera) | C     | Michail Antonio  |
| 35 | Irlanda (bandiera)     | P     | Darren Randolph  |
| 41 | Inghilterra (bandiera) | C     | Declan Rice      |